# Earth Radiation Budget Satellite
Earth Radiation Budget Satellite foi um satélite estadunidense da NASA destinado a fazer pesquisas na estratosfera e, em particular, estudar a redução da espessura da camada de ozônio ocasionada por aerossóis com clorofluorcarbonetos (CFCs). O satélite operou por mais de 20 anos em órbita na terra até o dia 14 de outubro de 2005. 
Foi lançado em 05 de outubro de 1984 da base de lançamento espacial de Cabo Canaveral a bordo do Ônibus Espacial Challenger
O satélite caiu na terra em janeiro de 2023, no Mar de Bering, perto das Ilhas Aleutas embora a maior parte do satélite tenha ardido na reentrada, algumas peças podem ter sobrevivido.

## Instrumentos
- SAGE II (Stratospheric Aerosol and Gas Experiment)
- ERBE (Earth Radiation Budget Experiment)